# Steven Gray (calciatore)
Steven Gray (Dublino, 17 ottobre 1981) è un ex calciatore irlandese, di ruolo difensore.

## Palmarès
- Campionato irlandese: 1

Drogheda United: 2007
- Coppa d'Irlanda: 1

Drogheda United: 2005
- Setanta Sports Cup: 2

Drogheda United: 2006, 2007